# Nerw krtaniowy dolny
Nerw krtaniowy dolny (łac. nervus laryngeus inferior) – w anatomii człowieka nerw będący gałęzią końcową nerwu krtaniowego wstecznego od nerwu błędnego. Unerwia mięśnie krtani oprócz mięśnia pierścienno-tarczowego, a także błonę śluzową dolnej części krtani i górnej części tchawicy
Powstaje z nerwu krtaniowego wstecznego po oddaniu przez niego innych gałęzi. Przebija mięsień zwieracz dolny gardła na wysokości chrząstki pierścieniowatej. Następnie zajmuje miejsce do tyłu od tylnego brzegu wspomnianej chrząstki, pod błoną śluzową gardła, gdzie następuje jego podział na dwie gałęzie, przednią i tylną. 
Gałęzie i obszar unerwienia:
- gałąź przednia (ramus anterior):
  - mięsień pierścienno-nalewkowy boczny
  - mięsień tarczowo-nalewkowy
  - mięsień tarczowo-nagłośniowy
  - mięsień nalewkowo-nagłośniowy
- gałąź tylna (ramus posterior):
  - mięsień pierścienno-nalewkowy tylny
  - mięsień nalewkowy
  - gałąź ta ulega zespoleniu z gałęzią wewnętrzną nerwu krtaniowego górnego (ramus communicans cum nervo laryngeo inferiore), wytwarza się pętla Galena (ansa Galeni)[2][1]:
    - błona śluzowa krtani poniżej szpary głośni
    - błona śluzowa tchawicy do 3–4 chrząstki.

Odruchem obronnym w przypadku podrażnienia włókien tego nerwu w krtani i tchawicy jest kaszel.